# Rhysophora
Rhysophora is een vliegengeslacht uit de familie van de oevervliegen (Ephydridae).

## Soorten
- R. robusta Cresson, 1924